# WTT Series 2022
Die WTT Series fand 2022 in ihrer 2. Austragung statt. Sie begann am 27. Februar mit dem WTT Contender Muscat und endete am 6. November mit dem WTT Contender Nova Gorica.

## Modus
Vorgesehen waren bis zu 32 Turniere, die, eingeteilt in vier verschiedene Turnierkategorien – Contender (bis zu 14 Turniere), Star Contender (6), Champions (8) und Grand Smash (4) –, zu den WTT Cup Finals hinführen sollten. Letztendlich fanden zusätzlich zu den Finals ein Grand-Smash-, zwei Champions-, zwei Star-Contender- und acht Contender-Turniere statt. Außer bei den WTT Cup Finals und den Champions-Turnieren, wo nur Einzelwettbewerbe ausgetragen wurden, gab es in jedem Turnier für Männer und Frauen je einen Einzel- und Doppelwettbewerb sowie einen für gemischte Doppel.

## Turniere
| Grand Smash | Champions | Star Contender | Contender | WTT Cup Finals |

| Nr. | Turnier                     | Ort         | Datum         | Gewinner Männer   | Gewinner Männer                  | Gewinnerinnen Frauen | Gewinnerinnen Frauen       | GewinnerInnen Mixed             | Preis- geld |
| Nr. | Turnier                     | Ort         | Datum         | Einzel            | Doppel                           | Einzel               | Doppel                     | GewinnerInnen Mixed             | Preis- geld |
| --- | --------------------------- | ----------- | ------------- | ----------------- | -------------------------------- | -------------------- | -------------------------- | ------------------------------- | ----------- |
| 1   | WTT Contender Muscat        | Maskat      | 27.2.–5.3.    | Liang Jingkun     | Lin Shidong Xiang Peng           | Kuai Man             | Zhang Rui Kuai Man         | Wang Chuqin Chen Xingtong       | $ 75.000    |
| 2   | Singapore Smash             | Singapur    | 7.3.–20.3.    | Fan Zhendong      | Wang Chuqin Fan Zhendong         | Chen Meng            | Sun Yingsha Wang Manyu     | Wang Chuqin Sun Yingsha         | $ 2.000.000 |
| 3   | WTT Contender Doha          | Doha        | 18.3.–24.3.   | Yuan Licen        | Kristian Karlsson Mattias Falck  | Fan Siqi             | Miyuu Kihara Miyu Nagasaki | Lin Yun-ju Cheng I-ching        |             |
| 4   | WTT Star Contender Doha     | Doha        | 25.3.–31.3.   | Andrej Gaćina     | Dang Qiu Benedikt Duda           | Miyuu Kihara         | Miyuu Kihara Miyu Nagasaki | Emmanuel Lebesson Yuan Jia Nan  |             |
| 5   | WTT Contender Zagreb        | Zagreb      | 13.6.–19.6.   | Lin Yun-ju        | Cho Daeseong Jang Woo-jin        | Mima Itō             | Mima Itō Hina Hayata       | Tomokazu Harimoto Hina Hayata   |             |
| 6   | WTT Contender Lima          | Lima        | 14.6.–19.6.   | Dang Qiu          | Anton Källberg Mattias Falck     | Nina Mittelham       | Asuka Sasao Sakura Mori    | Dang Qiu Nina Mittelham         |             |
| 7   | WTT Star Contender Budapest | Budapest    | 11.7.–17.7.   | Wang Chuqin       | Cho Daeseong Lee Sang-su         | Wang Yidi            | Sun Yingsha Wang Manyu     | Wang Chuqin Wang Manyu          |             |
| 8   | WTT Champions Budapest      | Budapest    | 18.7.–23.7.   | Tomokazu Harimoto | –                                | Wang Manyu           | –                          | –                               |             |
| 9   | WTT Contender Tunis         | Tunis       | 1.8.–6.8.     | Hugo Calderano    | Yūto Kizukuri Tomokazu Harimoto  | Zhang Rui            | Kuai Man Zhang Rui         | Tomokazu Harimoto Miwa Harimoto |             |
| 10  | WTT Contender Muscat        | Maskat      | 5.9.–10.9.    | Jang Woo-jin      | Sai Linwei Niu Guankai           | Chen Xingtong        | Qian Tianyi Chen Xingtong  | Liu Yebo Chen Xingtong          |             |
| 11  | WTT Contender Almaty        | Almaty      | 13.9.–18.9.   | Ruwen Filus       | Lin Yun-ju Liao Cheng-Ting       | Hina Hayata          | Miu Hirano Hina Hayata     | Lin Yun-ju Chen Szu-yu          |             |
| 12  | WTT Champions Macao         | Macau       | 19.10.–23.10. | Wang Chuqin       | –                                | Sun Yingsha          | –                          | –                               |             |
| 13  | WTT Cup Finals              | Xinxiang    | 27.10.–30.10. | Wang Chuqin       | –                                | Sun Yingsha          | –                          | –                               | $ 1.000.000 |
| 14  | WTT Contender Nova Gorica   | Nova Gorica | 31.10.–6.11.  | Hiroto Shinozuka  | Shunsuke Togami Hiroto Shinozuka | Shin Yu-bin          | Zhu Chengzhu Doo Hoi Kem   | Lim Jong-hoon Shin Yu-bin       |             |